# Kościół Wniebowzięcia Najświętszej Maryi Panny w Uszycach
Kościół Wniebowzięcia Najświętszej Maryi Panny – rzymskokatolicki kościół parafialny Parafii Wniebowzięcia Najświętszej Maryi Panny w Uszycach w dekanacie Wołczyn, diecezji kaliskiej.
12 marca 1954 roku pod numerem 85/54, został wpisany do rejestru zabytków Narodowego Instytutu Dziedzictwajak również należy on do Szlaku Drewnianego Budownictwa Sakralnego. 

## Historia kościoła
Kościół w Uszycach wzmiankowany był już w 1386 roku, obecny wzniesiony został w 1517 roku i w tymże samym roku konsekrowany. Wielokrotnie był przebudowywany. W latach 1677–1821 był filią parafii Najświętszego Serca Pana Jezusa w Zdziechowicach. Od 1934 roku ponownie jest kościołem parafialnym.

## Architektura i wnętrze kościoła
Kościół to konstrukcja zrębowa, orientowana. Prezbiterium jest mniejsze od nawy, zamknięte trójbocznie z zakrystią z lożą kolatorską na piętrze z zewnętrznymi schodami. Kruchta usytuowana jest z boku nawy. Wieża o konstrukcji słupowej połączona jest od frontu w przyziemiu z kruchtą. Wieża zakończona jest dachem namiotowym i pokryta gontem. Pozostała część kościoła nakryta jest dachem dwukalenicowym i również pokryta gontem z wieżyczką na sygnaturkę, zakończoną blaszanym hełmem z latarnią. 
Kościół w części prezbiterium posiada sklepienie kolebkowe, a w części nawy strop płaski z dekoracją kasetonową. Chór muzyczny wsparty jest na dwóch kolumnach z prospektem organowym. Belka tęczowa ma falisty kształt.
Ołtarz boczny wykonany został w stylu barokowym, natomiast ołtarz główny wykonany został w połowie XVII wieku. Znajduje się w nim, namalowany na drewnie w 1600 roku, obraz Matki Boskiej z Dzieciątkiem, św. Janem Ewangelistą i św. Joachimem.